# Колотилівка (річка)
Колотилівка — річка в Росії, протікає в Новосокільницькому і Великолуцькому районах Псковської області. Тече на північний схід до перетину із залізницею Насва-Новосокольники, потім на південний схід. Гирло річки знаходиться біля села Тулуб'єва Горицької волості в 31 км по правому березі річки Насва. Довжина річки становить 19 км.
В Новосокільницькому районі річка спочатку тече територією Горожанскої волості, потім по території Насвінской волості. В Насвінской волості по берегах річки стоять села Кушкової, Погостище, Шейкіна, Скрипки, Колониці, Микитино, Заболоття. Гирло річки знаходиться на території Горицької волості Великолуцького району